# Mahir Abbaszadé
Mahir Abbaszadé (né le 27 octobre 1975 à Latchine) est un homme politique azerbaïdjanais, membre des Ve et VIe législatures de l'Assemblée nationale d'Azerbaïdjan.

## Biographie
Mahir Abbaszadé est né le 27 octobre 1975 à Latchine. Il est diplômé de la faculté de théorie économique de l'université d'État de Bakou. Il est l'auteur de 2 monographies, 21 articles scientifiques et 6 thèses scientifiques. Il parle anglais et russe.

### Carrière
Abbaszadé est membre du comité de politique économique, d'industrie et d'entrepreneuriat de l'Assemblée nationale, comité de la jeunesse et des sports. Il est membre de groupes de travail sur les relations avec les parlements d'Australie et de Nouvelle-Zélande, d'Autriche, de Bahreïn, des Émirats arabes unis, de Grande-Bretagne, du Brésil, de Suisse, du Canada, du Kazakhstan, du Maroc, du Pakistan et de Turquie.
Il est membre de la commission interparlementaire sur la coopération bilatérale de l'Assemblée nationale de la république d'Azerbaïdjan et de l'Assemblée fédérale de la fédération de Russie.

### Famille
Mahir Abbaszadé est marié et a trois enfants.